# 返嬰癖
返嬰癖（英語：或）又稱成年嬰兒綜合症是一種涉及以角色扮演的方式成為類似嬰兒的型態的性慾倒錯或心態。行為可能包括使用奶瓶或尿布及穿包屁衣。這種經驗可以是充滿溫柔與呵護的（只有參與扮演嬰幼兒的成年人稱為成年嬰兒），或是受虐待、強迫、懲罰、羞辱的 。與戀尿布不同的是，戀尿布不見得涉及模仿嬰兒的行為 。而同時有這兩種情況的人稱為成年嬰兒/尿布愛好者（AB/DL），當穿尿布時，返嬰癖會在尿布中排尿或排便。雖然有一些片段的論述，但目前尚未有關於這個主題的正式研究、也沒有公認的病理原因。它與受虐狂及其他類型的性慾倒錯經常被連結，也常常會與戀童癖混淆，不過返嬰癖和戀童癖是不一樣的，返嬰癖不會將兒童做為性伴侶。世界各地上已經成立了許多旨在促進返嬰癖與能滿足返嬰癖者的組織。

## 特徵和行為
一位在戀嬰癖社群內人士陳述，這個圈子主要由兩類人組成：其一是成年嬰兒（由成人扮演成嬰兒），其二是sissy babies（傾向穿著女性服飾、並使用女性代詞）。除此之外還有不扮演成嬰兒的戀尿布者，或是用尿布用於支配與臣服關係手段之一的支配者。雖然區分出了幾個類別，但不同類別的人所從事的行為是高度重疊的 ，而為了喚起性刺激而扮演成嬰兒或小孩的成年人更被認為是返嬰癖的象徵標記。這些行為可能包括使用成人尺寸的尿布、嬰兒服飾、玩具或家具（例如嬰兒床）以求在環境上營造真實感 ，也可能在地上如嬰兒般爬行、或是使用尿布來排泄，如果有合作夥伴配合，則成年嬰兒可以進行親子角色扮演，扮演內容包括使用奶瓶、使用奶嘴、協助洗澡、穿尿布、在尿布裏排泄及換尿布、或是哺乳。在某些情境下，可能會有因為嬰兒弄溼或弄髒尿布而受到責罵、打屁股或懲罰的狀況。其它的情境可能僅有溫柔的培育或呵護，以及「拋開各種成人肩負的責任」。此外、有一些情境可能會涉及手淫和射精，而其它的情況則是沒有性的，因為嬰兒是無性的。返嬰癖帶有性愉悅的體驗可以取代他們在性交中達到性高潮的需要。
在一項針對了包含93%的男性（不含跨性別者）的AB/DL參與者的研究中，58%的男性和34%的女性是異性戀，男性對AB/DL初次感興趣的平均年齡是11歲，而實際嘗試的平均年齡是13歲，女性則分別為12歲及16歲。最常見的活動是穿尿布、尿床、使用嬰兒用品。87%的男性和91%的女性表示他們的AB/DL活動沒有引起任何重大困擾或痛苦。

## 研究
由於這種行為通常具有秘密性質，因此關於這個主題的、有價值的研究及調查是少之又少，而由於已經觀察到這種活動的私密性，因此在醫學中也沒有詳細的文獻。如果特殊的行為不會導致性功能障礙、對他人產生困擾或違反法律，他們的行為便不見得會被當事人自己意識到，此外、返嬰癖者也可能不認為自己患有醫學上定義的病症，也可能不會想改變自己的舉止，這是戀物癖者的常態。如果他人發現了某人具有返嬰癖，則只能鼓勵他或脅迫他以其他名目進行治療。鑒於上述的問題，與返嬰癖相關的研究若採網路匿名調查的方式進行，應是有潛力的作法。

## 歷史
1990年代初期，成年嬰兒在美國舊金山舉辦了一場公開活動「嬰兒週」。在網際網路興起後，許多網站提供了書籍、雜誌、音樂、影片和各種相關的物品，在美國、英國、德國和澳大利亞等地，返嬰癖已經成為許多人的一種替代生活模式。
在舊金山成立的「尿布桶朋友」（Diaper Pail Friends）組織有著約3000名成員，他們透過文章、書籍、談話節目而認識了彼此。在2008年，該組織宣稱已有15000名成員。
位於美國伊利諾州庫克郡的Tykables在2016年開幕，這是第一家專門為了返嬰癖者開設的實體店面，並因此與當地鄰里發生了一些糾紛。

## 關聯項目
- 异岁扮演
- 色情哺乳
- 彼得潘症候群
- 精神障碍

## 註腳
1. ↑  Corsini, Raymond J. . Psychology Press. 2002  [2017-02-14]. ISBN 978-1-58391-328-4. （原始内容存档于2017-08-18）.
2. 1 2  Jarvis, Matt; Russell, Julia. . Folens Limited. 2008-05-25: 200. ISBN 978-1-85008-258-3 （英语）.
3. ↑  Hickey, Eric W. . Pearson Education. 2006: 355. ISBN 978-0-13-170350-6.
4. 1 2 3  Speaker, T. J., , Sausalito, CA: Columbia Pacific University: 93
5. 1 2 3 4 5 6  Money 1986，第70頁.
6. 1 2  Brame, Gloria G.; Brame, William D.; Jacobs, Jon. . Villard. 1996-01: 137–140. ISBN 978-0-679-76956-9 （英语）.
7. 1 2 3  Pate, Jennifer E.; Gabbard, Glen O. . American Journal of Psychiatry. 2003-11, 160 (11): 1932-1936. ISSN 0002-953X. PMID 14594737. doi:10.1176/appi.ajp.160.11.1932.
8. ↑  Kise, Kristina; Nguyen, Mathew. . Archives of Sexual Behavior. 2011-10-01, 40 (5): 857-859. ISSN 1573-2800. doi:10.1007/s10508-011-9783-8 （英语）.
9. ↑  Watson, J. . Phoenix New Times. 2005-06-09  [2011-02-28]. （原始内容存档于2011-04-30）.
10. 1 2  Taormino, T. . The Village Voice. 2002-08-13  [2007-05-08]. （原始内容存档于2008-09-20）.
11. ↑  Arndt, William B. . International Universities Press. 1991: 394. ISBN 978-0-8236-2150-7.
12. ↑  Tiefenwerth, Thomas J. . ProQuest. 2007: 111. ISBN 978-0-549-14928-6.
13. 1 2 3 4 5  Holmes, Stephen T.; Holmes, Ronald M. . SAGE. 2008-06-18: 81. ISBN 978-1-4129-5298-9 （英语）.
14. ↑  Baumeister, Roy F. . Hillsdale, N.J.: L. Erlbaum Associates. 1989: 159. ISBN 978-0-8058-0486-7.
15. 1 2 3 4 5  Blaney, Paul H.; Millon, Theodore. . Oxford University Press. 2008-11-20: 530–537. ISBN 978-0-19-970582-5 （英语）.
16. 1 2  Ditmore, Melissa Hope. . Bloomsbury Academic. 2006-08-30. ISBN 978-0-313-32968-5 （英语）.
17. 1 2  Stekel 1952，第143–144頁.
18. ↑  Hawkinson, Kaitlyn; Zamboni, Brian D. . Archives of Sexual Behavior. 2014-07-01, 43 (5): 863-877. ISSN 1573-2800. doi:10.1007/s10508-013-0241-7 （英语）.
19. 1 2  Pretlow, Robert A. . Mednet. 2002. （原始内容存档于2006-02-17）.
20. ↑  Pandita-Gunawardena, Ranjani. . The British Journal of Psychiatry. 1990-11, 157 (5): 767-770. ISSN 0007-1250. PMID 2279218. doi:10.1192/bjp.157.5.767 （英语）.
21. ↑  Kaufman, F. . Spin (SPIN Media LLC). 1997, 13 (7): 55. ISSN 0886-3032.
22. ↑  Noonan, R (编).  (PDF). The Continuum International Publishing Group Inc. 2004: 1248–9  [2017-02-14]. ISBN 0-8264-1488-5. （原始内容 (pdf)存档于2012-04-05）.
23. ↑  . The Chicagoist.   [2025-03-22].

## 延伸閱讀
- Love, B. . Barricade Books. 1992. ISBN 0-942637-64-X.